# Deutsche Skilanglauf-Meisterschaften 2009
Die Deutschen Skilanglauf-Meisterschaften 2009 fanden vom 3. Januar bis 4. Januar 2009 in Isny und vom 26. März bis 29. März 2009 in Hinterzarten statt. Staffel, Massenstart und Einzelrennen wurden in Hinterzarten ausgetragen, Sprint und Teamsprint in Isny.

## Ergebnisse Herren

### Sprint klassisch
| Platz | Name             | Verein                        |
| ----- | ---------------- | ----------------------------- |
| 1     | Josef Wenzl      | SC Zwiesel                    |
| 2     | Tom Brunner      | SC Girkhausen                 |
| 3     | Stefan Seiffert  | SKG Gersfeld                  |
| 4     | Oliver Wünsch    | SV Großwaltersdorf            |
| 5     | Manuel Schnurrer | SC Neubau                     |
| 6     | Daniel Heun      | SKG Gersfeld                  |
| 7     | Thomas Freimuth  | WSV Skadi Bodenmais           |
| 8     | Lars Hänel       | WSC Erzgebirge Oberwiesenthal |

Datum: 3. Januar in Isny

### 20 km klassisch Massenstart
| Platz | Name               | Verein                        | Zeit        |
| ----- | ------------------ | ----------------------------- | ----------- |
| 1     | Tobias Angerer     | SC Vachendorf                 | 58:27,1 min |
| 2     | Benjamin Seifert   | TSG Bau Hammerbrücke          | 1:00:44,6 h |
| 3     | Daniel Heun        | SKG Gersfeld                  | 1:01:04,8 h |
| 4     | Florian Rohde      | SC/TV Gefrees                 | 1:01:19,1 h |
| 5     | Philipp Marschall  | Rhöner WSV                    | 1:01:24,3 h |
| 6     | Andy Gerstenberger | SV Neudorf                    | 1:01:24,4 h |
| 7     | Marcus Enders      | SC Partenkirchen              | 1:02:52,2 h |
| 8     | Stefan Seiffert    | SKG Gersfeld                  | 1:03:18,9 h |
| 9     | Vitali Schäfer     | WSC Erzgebirge Oberwiesenthal | 1:03:48,5 h |
| 10    | Erik Schneider     | SV 90 Gräfenroda              | 1:04:08,3 h |

Datum: 28. März in Hinterzarten

### 10 km Freistil
| Platz | Name               | Verein                        | Zeit        |
| ----- | ------------------ | ----------------------------- | ----------- |
| 1     | Benjamin Seifert   | TSG Bau Hammerbrücke          | 27:16,0 min |
| 2     | Tobias Angerer     | SC Vachendorf                 | 27:35,7 min |
| 3     | Philipp Marschall  | Rhöner WSV                    | 27:40,5 min |
| 4     | Andy Gerstenberger | SV Neudorf                    | 28:00,2 min |
| 5     | Daniel Heun        | SKG Gersfeld                  | 28:09,7 min |
| 6     | Marcus Enders      | SC Partenkirchen              | 28:23,8 min |
| 7     | Roy Meingast       | SC Steinbach-Hallenberg       | 28:25,5 min |
| 8     | Florian Rohde      | SC/TV Gefrees                 | 28:44,1 min |
| 9     | Rico Schaller      | VSC Klingenthal               | 28:54,9 min |
| 10    | Andy Kühne         | WSC Erzgebirge Oberwiesenthal | 28:58,1 min |

Datum: 26. März in Hinterzarten 

### Teamsprint Freistil
| Platz | Name                        | Verein                                           | Zeit        |
| ----- | --------------------------- | ------------------------------------------------ | ----------- |
| 1     | Daniel Heun Stefan Seiffert | SKG Gersfeld                                     | 22:57,2 min |
| 2     | Thomas Freimuth Josef Wenzl | WSV Skadi Bodenmais SC Zwiesel                   | 23:09,5 min |
| 3     | Oliver Wünsch Lars Hänel    | SV Großwaltersdorf WSC Erzgebirge Oberwiesenthal | 23:36,8 min |
| 4     | Chris Hönig Robert Metze    | WSV Oberhof SCM Zella-Mehlis                     | 24:28,1 min |
| 5     | Christian Völz Max Olex     | SZ Leutkirch SC Heubach-Bartholomä               | 25:24,1 min |

Datum: 4. Januar in Isny 

### 3 × 5 km Staffel
| Platz | Staffel/Name                                             | Verein                                                        | Zeit        |
| ----- | -------------------------------------------------------- | ------------------------------------------------------------- | ----------- |
| 1     | SVS I Vitali Schäfer Andy Gerstenberger Benjamin Seifert | WSC Erzgebirge Oberwiesenthal SV Neudorf TSG Bau Hammerbrücke | 45:34,4 min |
| 2     | TSV I Tim Tscharnke Thomas Bing Philipp Marschall        | SV Biberau Rhöner WSV                                         | 46:09,5 min |
| 3     | BSV I Josef Wenzl Floria Rohde Marcus Enders             | SC Zwiesel SC/TV Gefrees SC Partenkirchen                     | 47:10,3 min |
| 4     | SVS II Oliver Wünsch Erik Hänel Andy Kühne               | SV Großwaltersdorf WSC Erzgebirge Oberwiesenthal              | 47:19,8 min |
| 5     | WSV / HSV Stefan Seiffert Daniel Heun Juri Propp         | SKG Gersfeld Tus Erndtebrück                                  | 47:30,3 min |
| 6     | TSV II Erik Schneider Roy Meingast Björn Schneider       | SV 90 Gräfenroda SC Steinbach-Hallenberg                      | 50:23,4 min |
| 7     | BSV II Tim Orlovius Markus Meister Helmut Hoppe          | SC Sonthofen SCMK Hirschau SC Rosenheim                       | 52:27,9 min |

Datum: 29. März in Hinterzarten 

## Ergebnisse Frauen

### Sprint klassisch
| Platz | Name                | Verein                        |
| ----- | ------------------- | ----------------------------- |
| 1     | Manuela Henkel      | WSV Oberhof                   |
| 2     | Franziska Schneider | WSV Schmiedefeld              |
| 3     | Denise Herrmann     | WSC Erzgebirge Oberwiesenthal |
| 4     | Marion Ruf          | SC Vöhrenbach                 |
| 5     | Jessica Müller      | SV Baiersbronn                |
| 6     | Sabrina Bühler      | TSG Leutkirch                 |
| 7     | Carolin Haibel      | SC Kempten                    |
| 8     | Alina Golzow        | LBC Banfetal                  |

Datum: 3. Januar in Isny 

### 10 km klassisch Massenstart
| Platz | Name            | Verein                        | Zeit        |
| ----- | --------------- | ----------------------------- | ----------- |
| 1     | Katrin Zeller   | SC Oberstdorf                 | 32:38,0 min |
| 2     | Denise Herrmann | WSC Erzgebirge Oberwiesenthal | 33:58,9 min |
| 3     | Sabrina Bühler  | TSG Leutkirch                 | 34:07,3 min |
| 4     | Jessica Müller  | SV Baiersbronn                | 35:41,3 min |
| 5     | Alina Golzow    | LBC Banfetal                  | 36:54,1 min |
| 6     | Julia Frick     | SC Hinterzarten               | 39:22,3 min |

Datum: 28. März in Hinterzarten 

### 5 km Freistil
| Platz | Name                | Verein                        | Zeit        |
| ----- | ------------------- | ----------------------------- | ----------- |
| 1     | Katrin Zeller       | SC Oberstdorf                 | 14:47,2 min |
| 2     | Stefanie Böhler     | SV Baiersbronn                | 15:17,0 min |
| 3     | Nicole Fessel       | SC Oberstdorf                 | 15:41,1 min |
| 4     | Sabrina Bühler      | TSG Leutkirch                 | 15:46,0 min |
| 5     | Denise Herrmann     | WSC Erzgebirge Oberwiesenthal | 15:50,3 min |
| 6     | Jessica Müller      | SV Baiersbronn                | 17:12,4 min |
| 7     | Franziska Schneider | WSV Schmiedefeld              | 17:13,8 min |
| 8     | Alina Golzow        | LBC Banfetal                  | 17:21,5 min |
| 9     | Stefanie Doll       | SZ Breitnau                   | 17:33,5 min |
| 10    | Julia Frick         | SC Hinterzarten               | 18:17,6 min |

Datum: 26. März in Hinterzarten 

### Teamsprint Freistil
| Platz | Name                                  | Verein                                    | Zeit        |
| ----- | ------------------------------------- | ----------------------------------------- | ----------- |
| 1     | Anne Jacob Manuela Henkel             | SV Rotterode WSV Oberhof                  | 21:56,3 min |
| 2     | Marion Ruf Sabrina Bühler             | SC Vöhrenbach TSG Leutkirch               | 22:22,4 min |
| 3     | Carolin Haibel Katharina Gattermann   | SC Kempten SV Bayer. Eisenstein           | 22:52,8 min |
| 4     | Sarah Waidelich Laura Herr            | SV Enzklösterle ST Schonach-Rohrhardsberg | 24:05,1 min |
| 5     | Hannah Schumacher Kerstin Schuhmacher | SV Agenbach                               | 26:07,7 min |

Datum: 4. Januar in Isny 

### 3 × 5 km Staffel
| Platz | Staffel/Name                                          | Verein                                                                           | Zeit        |
| ----- | ----------------------------------------------------- | -------------------------------------------------------------------------------- | ----------- |
| 1     | SBW Stefanie Böhler Jessica Müller Sabrina Bühler     | SC Ibach SV Baiersbronn TSG Leutkirch                                            | 50:53,7 min |
| 2     | BSV Katrin Zeller Hanna Kolb Nicole Fessel            | SC Oberstdorf TSV Buchenberg SC Oberstdorf                                       | 51:04,0 min |
| 3     | SVS I Jessica Krause Monique Siegel Denise Herrmann   | WSC Erzgebirge Oberwiesenthal                                                    | 51:40,4 min |
| 4     | TSV Franziska Schneider Anne Jacob Marie Blaner       | WSV Schmiedefeld SV Rotterode SV Rennsteig                                       | 56:16,1 min |
| 5     | SVS II Lisa Scharschmidt Madlen Teucher Sandra Thomas | WSC Erzgebirge Oberwiesenthal ATSV Geb. Gelobtland WSC Erzgebirge Oberwiesenthal | 56:59,8 min |

Datum: 29. März in Hinterzarten 